# 政治と英語
『政治と英語』（せいじとえいご、Politics and the English Language）は、1946年に発表された、ジョージ・オーウェルの随筆である。この随筆の中で、オーウェルは執筆当時の醜悪で不正確な英語の書き言葉を批判し、それは愚劣な思考と不誠実な政治の結果であると同時に原因であり、曖昧さと全くの無能さが当時の英語の文章、特に当時の政治的な文章の最も顕著な特徴であると主張している。明晰な思考を妨げる、具体性よりも抽象性を好む当時の書き手の傾向が批判され、不誠実さは明確な文章の敵であり、当時の政治的な文章の大半が擁護不可能な事物の擁護に使われていることに加えて、それらの政治的議論は見た目に不快で不誠実であることを注記し、悪文とは道徳的な誤りであると主張される。ジョージ・オーウェルは作家として、「自分が出来た限りの努力を自分の文章に捧げたという点については（道徳的な）境界上にあったと考えて」おり、この随筆で述べた類の悪文を避けることに「彼自身が容赦なく駆り立てられていた」のである。
オーウェルは英語は衰退途上にあるものの、その衰退は逆転可能であると主張する。オーウェルは当時の悪文を5例挙げて、それらの文章の腐敗したイメージと精密さの欠如を批判する。『政治と英語』では同時代の避けるべき文章で用いられている文章トリックと、明確な文章の構築に必要となる思想が述べられる。「死にかかっている隠喩」、単一動詞に代わって使われる「作用語と義足動詞」、「持って回った言い回し」、「無意味な言葉」、の濫用が、それらの文章トリックである。

## 経緯と評価
『政治と英語』の原文は『ホライゾン』誌の1946年4月号で発表された。オーウェルの公式な伝記で、マイケル・シェルドンは本文を「彼の最も広範に影響を及ぼした随筆」と呼んだ。テリー・イーグルトンは後にオーウェルに対し幻滅を抱くようになったものの、本文における政治文についての啓蒙を賞賛していた。
『政治と英語』は、『動物農場』が完成した直後の、『1984年』が草稿であった頃、オーウェルが批評的にも商業的にも成功を収めていた時期に執筆された。英語圏では、この随筆がしばしば文章の入門コースでテキストとして使われている。

## 他作品との関連
随筆『政治と英語』は、オーウェルの別の随筆『文学の禁圧』（原題：The Prevention of Literature）とほぼ同時期に出版された。この両著はオーウェルの関心が真実にあり、この関心がどのように彼の言語の使用に回帰したかということを映し出している。オーウェルの言語に対する関心は、『葉蘭を風になびかせ』（原題：Keep the Aspidistra Flying）の主人公ゴードン・コムストックの広告文への嫌悪に遡る、『カタロニア讃歌』以来の強迫観念であった。この関心は、第二次世界大戦後の数年間のオーウェル作品の基礎を成す主題であり続けた。
『政治と英語』の主題は、『1984年』における「ニュースピーク」の構築を予感させる。シェルダンはニュースピークは「利用可能な言葉の幅を制限するがために、（オーウェルが『政治と英語』で述べたような）悪文の書き手による社会の完璧な言語である」と呼んでいる。オーウェルがこの随筆で模索し始めた主題に言及すれば、ニュースピークはまず書き手を道徳的に退廃させ、次いで政治を堕落させる。「ニュースピークにより書き手は自分自身と読み手を既成の文章で騙せるから」である。

## 『伝道の書』の翻訳
オーウェルが述べていることの一例として、オーウェルによる『コヘレトの言葉』第9章11節の「翻訳」がある。
“ I returned and saw under the sun, that the race is not to the swift, nor the battle to the strong, neither yet bread to the wise, nor yet riches to men of understanding, nor yet favour to men of skill; but time and chance happeneth to them all. （私は再び陽の下に見た。速い者が競走に勝ち、強い者が戦いに勝つとは限らず、賢い者がパンにありつくのでも、聡い者が富を得るのでもないし、器用な者が好意に恵まれるのでもない。しかし時と機会は誰にでも与えられている）” 
これが「現代英語でも最悪の種類の文章」では、以下のようになる。
“ Objective considerations of contemporary phenomena compel the conclusion that success or failure in competitive activities exhibits no tendency to be commensurate with innate capacity, but that a considerable element of the unpredictable must invariably be taken into account. （現時点での諸現象の客観的な問題は競合的活動における成否が生得の能力に見合う傾向を示さないという帰結を強制するが、予測不能な要素の可能性を普遍的に考慮せねばならない）”
聖キプリアン校におけるオーウェルの教官の一人であったシシリー・エレン・フィラデルフィア・ヴォーアン・ウィルクス夫人（旧姓コミン、「マム」や「フリップ」の愛称で呼ばれていた）は、生徒に良文の書き方を説明するのに同じ方法を用いていた。ウィルクス夫人は欽定訳聖書にある単純な文章を抜き出して、オリジナルの文の明快さと素晴らしさを示すために、それを下手な英語に「翻訳」して見せていたという。

## 六つの規則
オーウェルは彼の同時代の人々が彼の述べる類の悪文に陥りやすいことに同意し、無意味で陳腐な決まり文句の使用への誘惑は、「肘先にいつも置かれたアスピリンの箱」のようなものだと述べている。特に、決まり文句は書き手が明晰に考えて書くという手間を省いて思考をまとめるのに、常に都合がよい。しかしながらオーウェルは、悪文の生成過程は非可逆的ではないという結論の上で、彼が随筆の前半で提示した悪文の例の中にある誤りのほとんどを避けるのに役立つという、六つの規則を読者に提供する。

1. 印刷物で見慣れた暗喩や直喩、その他の比喩を使ってはならない。
2. 短い言葉で用が足りる時に、長い言葉を使ってはならない。
3. ある言葉を削れるのであれば、常に削るべきである。
4. 能動態を使える時に、受動態を使ってはならない。
5. 相当する日常的な英語が思い付く時に、外国語や学術用語、専門用語を使ってはならない。
6. あからさまに野蛮な文章を書くぐらいなら、これらの規則のどれでも破った方がいい。

ジョン・ロッデンはオーウェルの著作の多くは反論の余地があると述べ、オーウェルがしばしばこれらの規則に違反していると主張し、オーウェル自身もこの規則を収録した正にその随筆の中で、自分が疑いなくこれらの規則の幾つかに違反していると認めている。にもかかわらず、これらの規則は現代の書き手の教本として、今なお広く採用されている。

## 日本語訳
- 『オーウェル評論集2　水晶の精神』小野協一訳、平凡社ライブラリー

全4巻（川端康雄編、1995年、新装版2009年）- 元版は『オーウェル著作集』（全4巻、平凡社）
- 『全体主義の誘惑　オーウェル評論選』照屋佳男訳

「5 政治と英語」、全9編（中央公論新社、2021年）